# 福州地铁1号线
福州地铁1号线，又称福州市轨道交通1号线，标识色为「幸福红」，是中华人民共和国福建省福州市的一条城市轨道交通线路，也是福建省第一个城市轨道交通项目，其中1号线一期南段（三叉街 - 福州火车南站）已于2016年5月18日开通运营，一期北段（象峰 - 上藤）已于2017年1月6日开通运营，二期线路（安平 - 三江口）于2020年12月27日开通运营。

## 简介
福州建设地铁的总体规划于1995年制定。2008年5月9日至5月14日期间，福州地铁的建设计划通过了中国国际工程咨询公司评估；2008年6月6日，通过环保部的评估。2009年6月，国家发展与改革委员会通过了福州地铁的近期规划，即修建地铁1号线和2号线的规划。
根据规划，福州地铁1号线位于城市中央发展主轴，是福州市轨道交通骨架网的核心线路，为福州市区南北交通的主要通道。1号线全长约30公里，分两期建设：一期工程为象峰站至福州火车南站站，共21个站，长度约为24.89公里；二期工程为福州火车南站站至三江口站，共4站，长度约4.921公里。

福州地鐵1號線路線圖

## 车站
| 1号线                                  |          |              |                           |          |                |                |
| 车站名称                               | 英文名称 | 与前站距(米) | 换乘线路                  | 所在地   | 启用时间       | 车站类型       |
| 象峰                                   |          | 不適用       | 不適用                    | 晋 安 区 | 2017年1月6日   | 地下岛式站台   |
| 秀山                                   |          | 1336         | 不適用                    | 晋 安 区 | 2017年1月6日   | 地下岛式站台   |
| 罗汉山                                 |          | 1098         | 不適用                    | 晋 安 区 | 2017年1月6日   | 地下岛式站台   |
| 福州火车站                             |          | 1513         | █ 滨海快线（在建） 福州站 | 晋 安 区 | 2017年1月6日   | 地下岛式站台   |
| 斗门                                   |          | 1209         | 不適用                    | 晋 安 区 | 2017年1月6日   | 地下岛式站台   |
| 树兜                                   |          | 840          | 不適用                    | 鼓 楼 区 | 2017年1月6日   | 地下岛式站台   |
| 屏山                                   |          | 1288         | 不適用                    | 鼓 楼 区 | 2017年1月6日   | 地下岛式站台   |
| 东街口                                 |          | 1172         | █ 4号线                   | 鼓 楼 区 | 2017年1月6日   | 地下岛式站台   |
| 南门兜                                 |          | 1015         | █ 2号线                   | 鼓 楼 区 | 2017年1月6日   | 地下岛式站台   |
| 茶亭                                   |          | 912          | 不適用                    | 台 江 区 | 2017年1月6日   | 地下岛式站台   |
| 达道                                   |          | 1542         | 不適用                    | 台 江 区 | 2017年1月6日   | 地下岛式站台   |
| 上藤                                   |          | 1844         | 不適用                    | 仓 山 区 | 2017年1月6日   | 地下岛式站台   |
| 三叉街                                 |          | 1034         | █ 滨海快线（在建）        | 仓 山 区 | 2016年5月18日  | 地下岛式站台   |
| 白湖亭                                 |          | 1471         | 不適用                    | 仓 山 区 | 2016年5月18日  | 地下岛式站台   |
| 葫芦阵                                 |          | 1255         | 不適用                    | 仓 山 区 | 2016年5月18日  | 地下岛式站台   |
| 黄山                                   |          | 900          | 不適用                    | 仓 山 区 | 2016年5月18日  | 地下岛式站台   |
| 排下                                   |          | 1117         | 不適用                    | 仓 山 区 | 2016年5月18日  | 地下岛式站台   |
| 城门                                   |          | 897          | █ 4号线                   | 仓 山 区 | 2016年5月18日  | 地下岛式站台   |
| 三角埕                                 |          | 1072         | 不適用                    | 仓 山 区 | 2016年5月18日  | 地下岛式站台   |
| 胪雷                                   |          | 1454         | 不適用                    | 仓 山 区 | 2016年5月18日  | 地下岛式站台   |
| 福州火车南站                           |          | 1069         | █ 5号线 福州南站          | 仓 山 区 | 2016年5月18日  | 地下岛式站台   |
| 安平                                   |          | 1660         | 不適用                    | 仓 山 区 | 2020年12月27日 | 地下岛式站台   |
| 梁厝                                   |          | 1526         | █ 6号线                   | 仓 山 区 | 2020年12月27日 | 地下双岛式站台 |
| 下洋                                   |          | 890          | █ 6号线                   | 仓 山 区 | 2020年12月27日 | 地下岛式站台   |
| 三江口                                 |          | 848          | 不適用                    | 仓 山 区 | 2020年12月27日 | 地下侧式站台   |
| 註釋                                   |          |              |                           |          |                |                |
| - 所有以斜体标识的线路和车站均未开通。 |          |              |                           |          |                |                |
| 论 编                                  |          |              |                           |          |                |                |

## 运营
1号线共分两期建设，其中1号线一期分段开通：
- 南段（福州火车南站 - 三叉街）于2016年5月18日开通运营。
- 北段（上藤 - 象峰）于2017年1月6日开通试运营[1]。北段通车后，实现了南北贯通运营。

1号线二期（福州火车南站 - 三江口）于2020年12月27日开通运营。

### 运营时间
1号线的运营时间为每天的06:30–23:50。

#### 首末班时间
自2021年9月1日起，1号线实施如下首末班车时刻表：
| 往三江口方向 | 往三江口方向 | 车站         | 往象峰方向 | 往象峰方向 |
| 首班车       | 末班车       | 车站         | 首班车     | 末班车     |
| ------------ | ------------ | ------------ | ---------- | ---------- |
| 06:30        | 23:00        | 象峰         | —          | —          |
| 06:32        | 23:02        | 秀山         | 07:12      | 23:50      |
| 06:34        | 23:04        | 罗汉山       | 07:09      | 23:48      |
| 06:30        | 23:07        | 福州火车站   | 07:07      | 23:45      |
| 06:32        | 23:09        | 斗门         | 07:04      | 23:43      |
| 06:34        | 23:11        | 树兜         | 07:03      | 23:41      |
| 06:36        | 23:13        | 屏山         | 7:00       | 23:39      |
| 06:38        | 23:15        | 东街口       | 06:58      | 23:37      |
| 06:40        | 23:18        | 南门兜       | 06:56      | 23:35      |
| 06:42        | 23:20        | 茶亭         | 06:54      | 23:32      |
| 06:45        | 23:22        | 达道         | 06:51      | 23:30      |
| 06:48        | 23:25        | 上藤         | 06:48      | 23:27      |
| 06:50        | 23:27        | 三叉街       | 06:46      | 23:25      |
| 06:52        | 23:30        | 白湖亭       | 06:44      | 23:22      |
| 06:54        | 23:32        | 葫芦阵       | 06:42      | 23:20      |
| 06:56        | 23:34        | 黄山         | 06:40      | 23:19      |
| 06:58        | 23:36        | 排下         | 06:38      | 23:16      |
| 07:00        | 23:37        | 城门         | 06:36      | 23:15      |
| 07:02        | 23:39        | 三角埕       | 06:34      | 23:13      |
| 07:05        | 23:42        | 胪雷         | 06:31      | 23:10      |
| 06:30        | 23:44        | 福州火车南站 | 06:30      | 23:08      |
| 06:32        | 23:47        | 安平         | 06:36      | 23:06      |
| 06:34        | 23:49        | 梁厝         | 06:33      | 23:03      |
| 06:36        | 23:51        | 下洋         | 06:31      | 23:01      |
| —            | —            | 三江口       | 06:30      | 23:00      |

### 行车安排
1号线现时开行象峰至三江口单一交路。
自2023年8月23日起，1号线工作日高峰期内07:30–08:30、17:45–18:45时段的行车间隔为4分30秒；工作日高峰期内的其他时段（07:00–07:30、08:30–09:00、17:00–17:45、18:45–19:00）的行车间隔为5分钟；工作日平峰期（06:30–07:00、09:00–17:00、19:00–22:00）及休息日平峰期（06:30–22:00）的行车间隔为6分50秒；工作日及休息日低峰期（22:00–23:00）的行车间隔为10分钟。

### 票价
- 福州地铁1号线票价依据的是2016年3月29日公布的福州地铁票价标准：

| 票价（元/次） | 2   | 3    | 4     | 5     | 6     | +1  |
| ------------- | --- | ---- | ----- | ----- | ----- | --- |
| 里程（Km）    | 0-5 | 5-10 | 10-15 | 15-22 | 22-29 | >29 |
| 跨度（Km）    | -   | 5    | 5     | 7     | 7     | +9  |

- 根据测算，各方向（三江口/象峰）出发，各票价区间为：

| 价格/方向            | 开往象峰            | 开往三江口        |
| -------------------- | ------------------- | ----------------- |
| 2元                  | 三江口 - 安平       | 象峰 - 福州火车站 |
| 3元                  | 福州火车南站 - 排下 | 斗门 - 南门兜     |
| 4元                  | 黄山 - 三叉街       | 茶亭 - 三叉街     |
| 5元                  | 上藤 - 屏山         | 白湖亭 - 三角埕   |
| 6元                  | 树兜 - 秀山         | 胪雷 - 下洋       |
| 7元                  | 象峰                | 三江口            |
| 注：以上为单程票价。 |                     |                   |

### 运营车辆

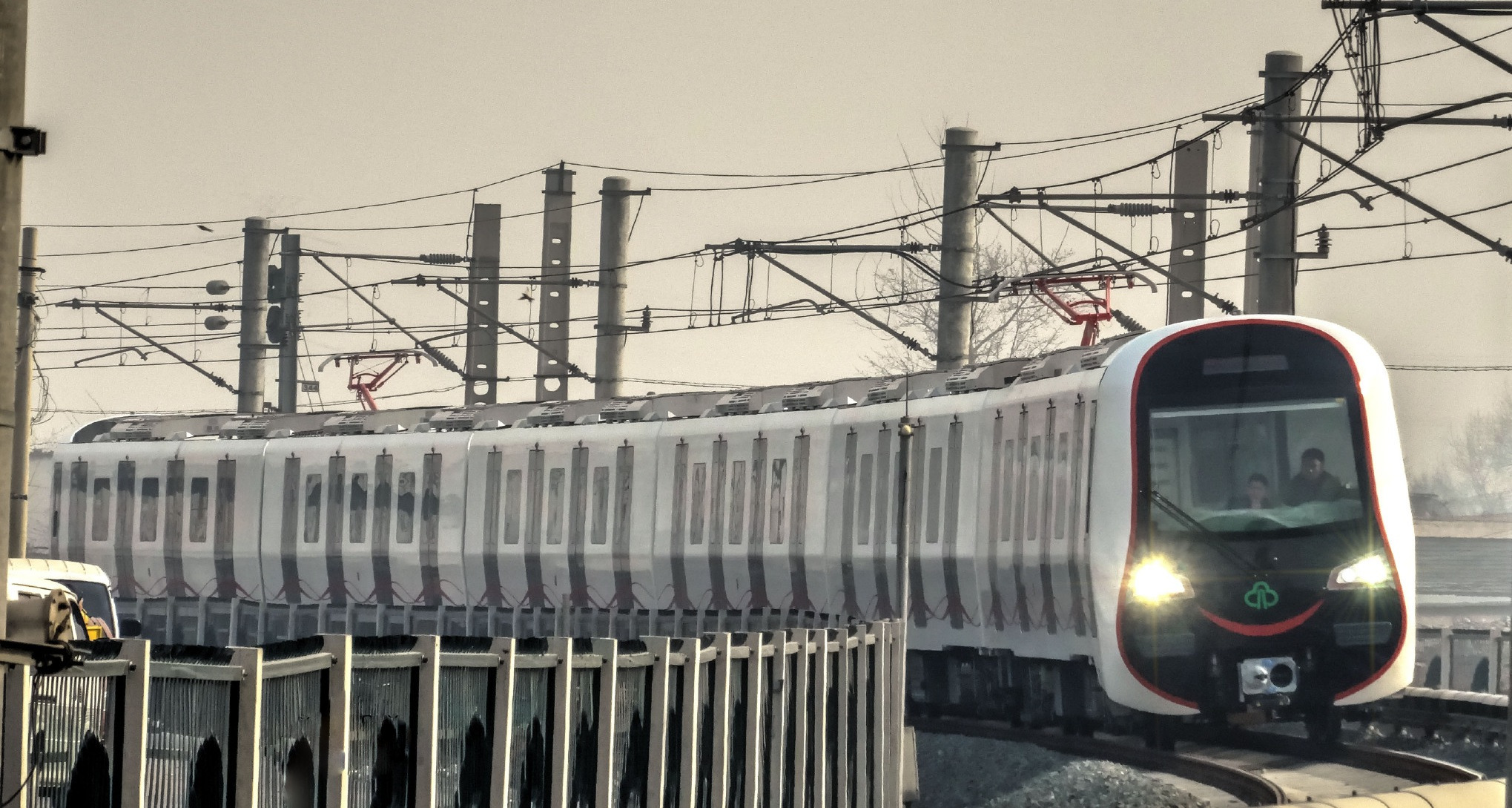
列车在环铁试验中

福州地铁1号线采用由中車唐山机车車輛设计、泉州中车唐车轨道车辆有限公司所生产的6B型地铁车辆福龙B2。
在2014年的6.18海峡项目成果交易会上，北车泉州展出了福州地铁1号线的模型；2015年1月21日，此款车型开始了在环铁的试验；2015年4月18日，北车泉州邀请媒体于台投张坂厂区试乘此款列车，同时开始进入调试期。
- 外观：白色车身配以红色飘带，车窗、车头等处为黑色。
- 最高时速：80 km/h
- 车辆编成：6节编组（Tc＋Mp＋M＋M＋Mp＋Tc）
- 制造年代：2014年—2015年
- 列车数量: 28列168辆
- 电机传动方式：VVVF交流传动
- 牵引系统：中車時代電氣旋转电机
- 设计寿命：30年

### 线路艺术
福州地铁1号线以“福满闽都”作为线路主题，目前已设计5座特色车站，数列主题列车，大部分车站立柱上均设有“福”字标记。

#### 车站艺术
罗汉山站
罗汉山站车站吊顶采用茉莉花造型设计，意为展示福州市花茉莉花的形象。
福州火车站站 
福州火车站站吊顶设计利用直线型双排LED灯具及周边流畅的线条造型表现速度感。车站已预留艺术墙空间。
屏山站

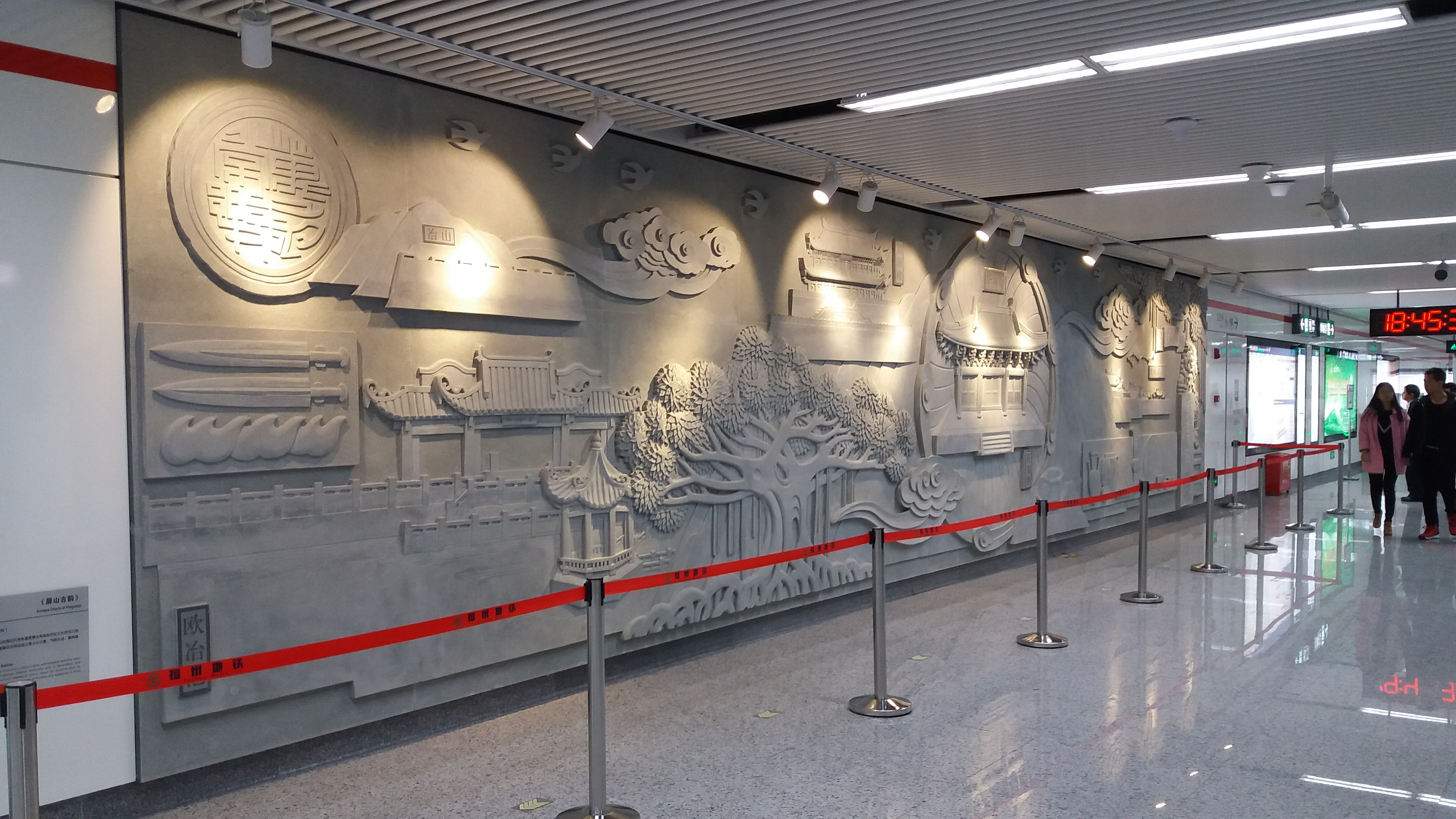
浮雕《屏山古韵》

屏山站出入口以“汉阙”为基础设计而成，外墙也以仿制的万岁瓦当来点缀装饰，体现汉文化元素。D出入口通道边设有占地约110平方米的方形空间作为文物展示馆用于展示2013年屏山站的考古成果。
屏山站设有浮雕艺术墙，名称为《屏山古韵》，长14米，宽2.85米，采用青石制作。艺术墙展现了屏山站周边的八个重要景点，而画面中象征吉祥的流云，气韵生动，代表着对福州安宁祥和的美好祈愿。
南门兜站
南门兜站以“城市格局”为立意设计，利用多层次包裹的铝合金造型吊顶展现了时空变幻中的城市发展。车站已预留艺术墙空间。
达道站

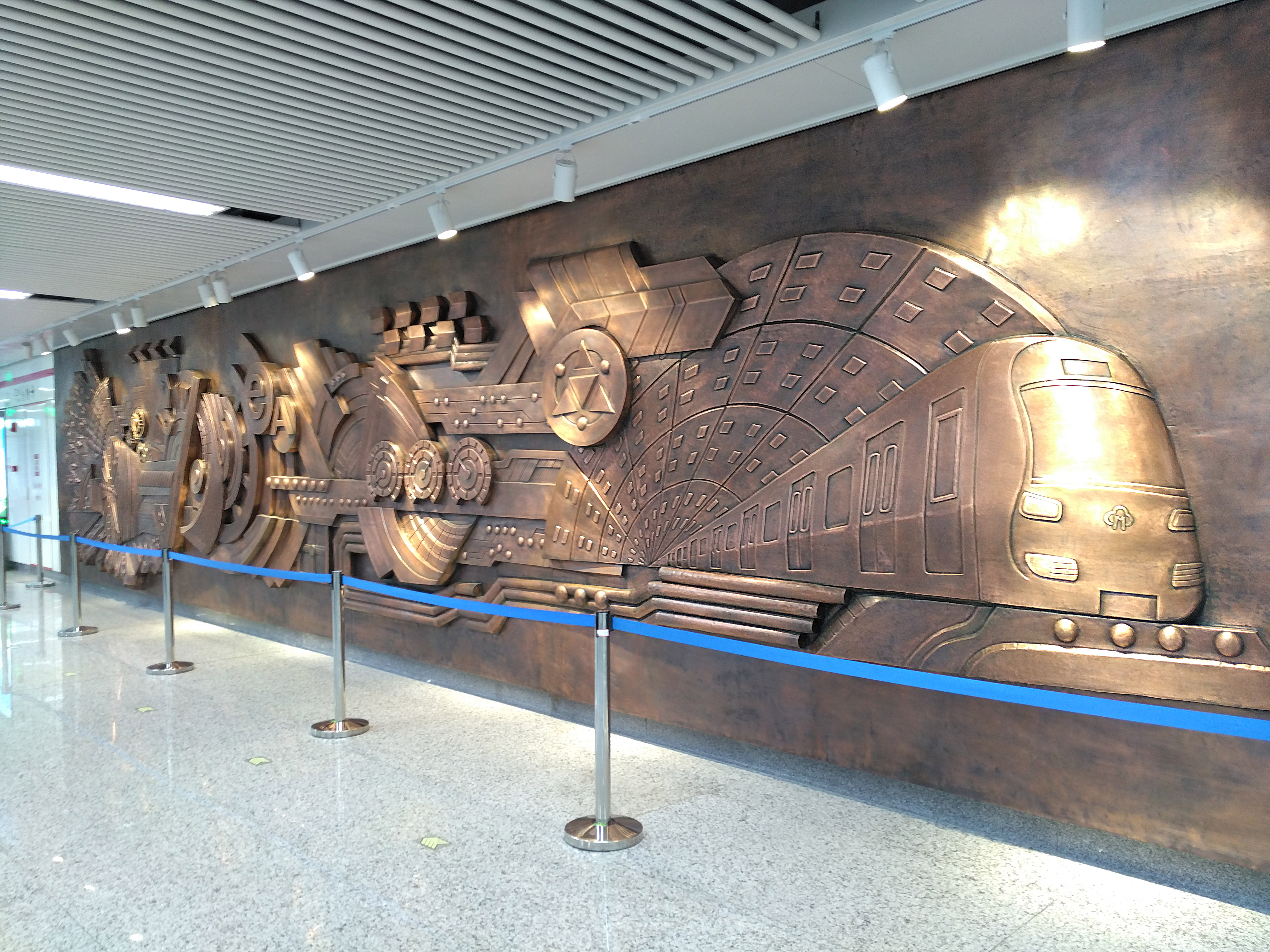
浮雕《地铁风采》

达道站吊顶添入以榕树为基础的福州地铁LOGO标志，造型呼应地铁企业文化，融入榕树形态，将文化与时尚融合。
达道站设有浮雕艺术墙，名称为《地铁风采》，长14米，宽2.85米，采用紫铜制作。艺术墙画面融合了福州的地质特点、1号线工程难点和盾构机功能结构。通过现代抽象装饰综合手法的运用、极具视觉冲击力的科技感展现了作为民生工程福州地铁的宏伟。
上藤站
上藤站吊顶以斜式屋檐为基础设计而成，意为展示福州仓山区烟台山近代建筑群文化。
黄山站
黄山站吊顶以凤凰造型为基础设计而成，意为展示黄山地名的由来。
福州火车南站站
福州火车南站站吊顶以蓝色为空间主题色，利用舒展的线条造型体现海纳百川的福州城市精神。
福州火车南站站设有漆画艺术墙，名称为《五虎雄姿》，长14米，宽2米。艺术墙采用漆画髹饰技艺制作。漆画运用独特的髹饰展示了闽江口日出与沿岸五虎山一带瑰丽、壮美的景色，亦展现了福州深厚的漆文化底蕴。

### 运营事件
因应2022年10月-11月福州市疫情防控需要，2022年10月29日，1号线全天行车间隔调整为10分钟，部分车站首班车时刻有微调。10月30日，1号线全天行车间隔调整为15分钟、运营服务时间调整为06:30-22:00。11月2日，1号线上藤、三叉街、白湖亭、葫芦阵、黄山、排下、城门、三角埕、胪雷、安平、梁厝等11个车站暂停运营服务、下洋站暂停与6号线换乘。11月24日，1号线全线车站恢复正常运营。
因受疫情影响，2022年12月28日，1号线行车间隔调整为10分钟，其中高峰期（07:00-09:00、17:00-19:00）将根据客流情况适当加开列车，行车间隔约为6至10分钟。2023年1月4日，1号线高峰期（07:00-09:00、17:00-19:00）行车间隔为6分50秒，平峰期行车间隔为10分钟。1月7日，1号线全线恢复正常行车间隔。

## 换乘车站
1号线在规划与建设时，为使未来形成线网运营方便，设置与预留了换乘站。
| 车站         | 换乘线路                         |
| ------------ | -------------------------------- |
| 福州火车站   | █ F1号线（在建） █ 7号线（规划） |
| 东街口       | █ 4号线                          |
| 南门兜       | █ 2号线                          |
| 三叉街       | █ F1号线（在建） █ 7号线（规划） |
| 城门         | █ 4号线                          |
| 福州火车南站 | █ 5号线                          |
| 梁厝         | █ 6号线                          |
| 下洋         | █ 6号线                          |

## 建设进程

### 一期工程
- 2009年12月26日，地铁1号线一期工程试验段动工，并在试验段的白湖亭站举办了动工仪式，另有茶亭站与福州火车南站站已于先前开始了车站结构预留施工[17]
- 地铁茶亭站在2006至2009年改造茶亭街（八一七中路）时，地下空间工程充分考虑了与地铁1号线茶亭站的结合，在群众路口设实验段站厅，已经初步完工，但在地铁建成前，该地下空间还只是个过街的地下通道。据悉，1号线在茶亭街长约500米，地下空间隧道高16米、宽21米。
- 福州火车南站的地铁站站厅层、站台层已挖完，并结合火车南站西站房建设，浇筑了基本框架结构。根据规划，福州火车南站地下将兴建岛式带有折返线的两层地铁车站，与福州中心城区轨道交通连接。其中，地下一层为地铁1号线站厅层，地下二层为地铁1号线站台层。
- 2011年1月17日，省发改委正式批复《福州市轨道交通1号线工程（一期）初步设计》[18]
- 2011年4月26日，地铁1号一期工程正式动工[18]
- 2012年12月，在屏山站工地无意发现闽越国王城的宫殿遗址而再度延迟。屏山站一带的地铁工程暂停施工，由福州市文物考古工作队对该遗址进行抢救性发掘，[19]直到2014年6月13日才重新开挖。[20]
- 2014年7月31日，一期工程开始铺轨[21]
- 2015年1月30日，南门兜站主体结构封顶[22]
- 2015年2月7日，新店车辆基地运用库开发平台初具雏形[23]
- 2015年2月中旬，达道站至上藤站区间的闽江过江隧道开工[24]
- 2015年6月28日，南段下行线实现"短轨通"[25]
- 2015年7月28日，地铁1号线首辆列车抵榕[26]
- 2015年9月10日，南段全线实现"长轨通"[27]
- 2015年10月中旬，1号线所有站点全部封顶[28]
- 2015年12月下旬，达道站至上藤站区间过江段下行线顺利穿越闽江，为上行线的穿江打下基础[29]
- 2015年12月30日，地铁1号线南段开始空载试运行[30]
- 2016年5月6日，达道站至上藤站区间过江段上行线顺利穿越闽江，地铁1号线一期工程全线隧道贯通[31]
- 2016年5月13日，地铁1号线南段开始为期3天的试乘活动[32]
- 2016年5月18日，地铁1号线南段开始试运营[33]
- 2016年7月24日，北段全线实现"短轨通"[34]
- 2016年8月3日，北段全线实现"长轨通"，至此，福州地铁1号线一期工程实现全线轨通[35]
- 2016年9月22日15时，北段全线接触网开始送电,随后上行线完成了热滑实验[36]
- 2016年9月23日5时，北段全线接触网一次性送电成功，至此，福州地铁1号线一期工程实现全线电通[37]
- 2016年9月28日，地铁1号线北段开始空载试运行[38]
- 2016年12月25日，地铁1号线北段开始为期10天的试乘活动[39]
- 2017年1月3日，福州市委、市政府批准地铁1号线一期全线1月6日正式开通试运营[40]福州地鐵排下站

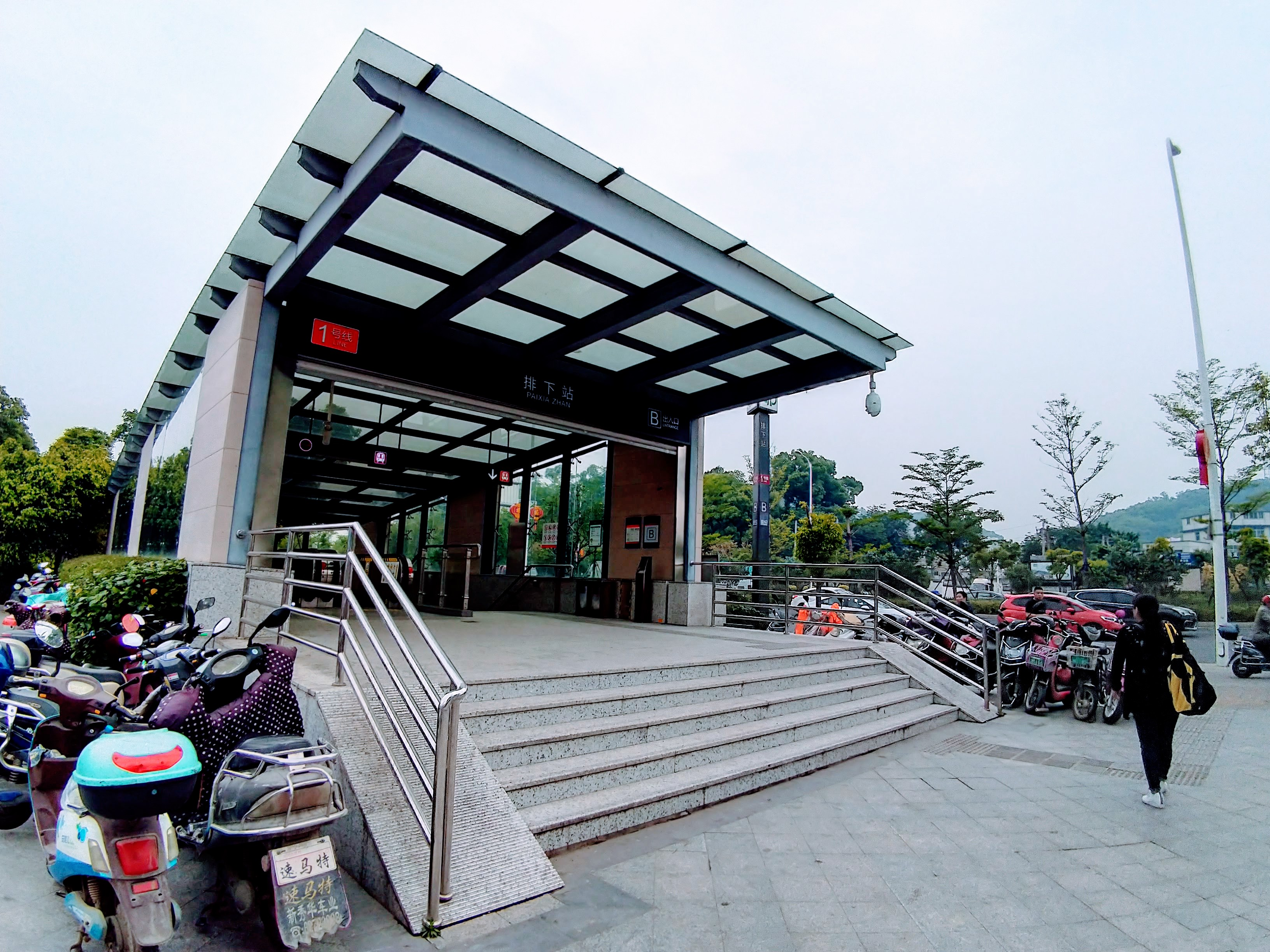
福州地鐵排下站

### 二期工程
- 2015年12月30日，福州地铁1号线二期开工[41]
- 2019年8月，1号线二期所有车站主体结构实现封顶[42]
- 2019年10月25日，1号线二期全线洞通[43]
- 2020年12月27日，1号线二期开通运营

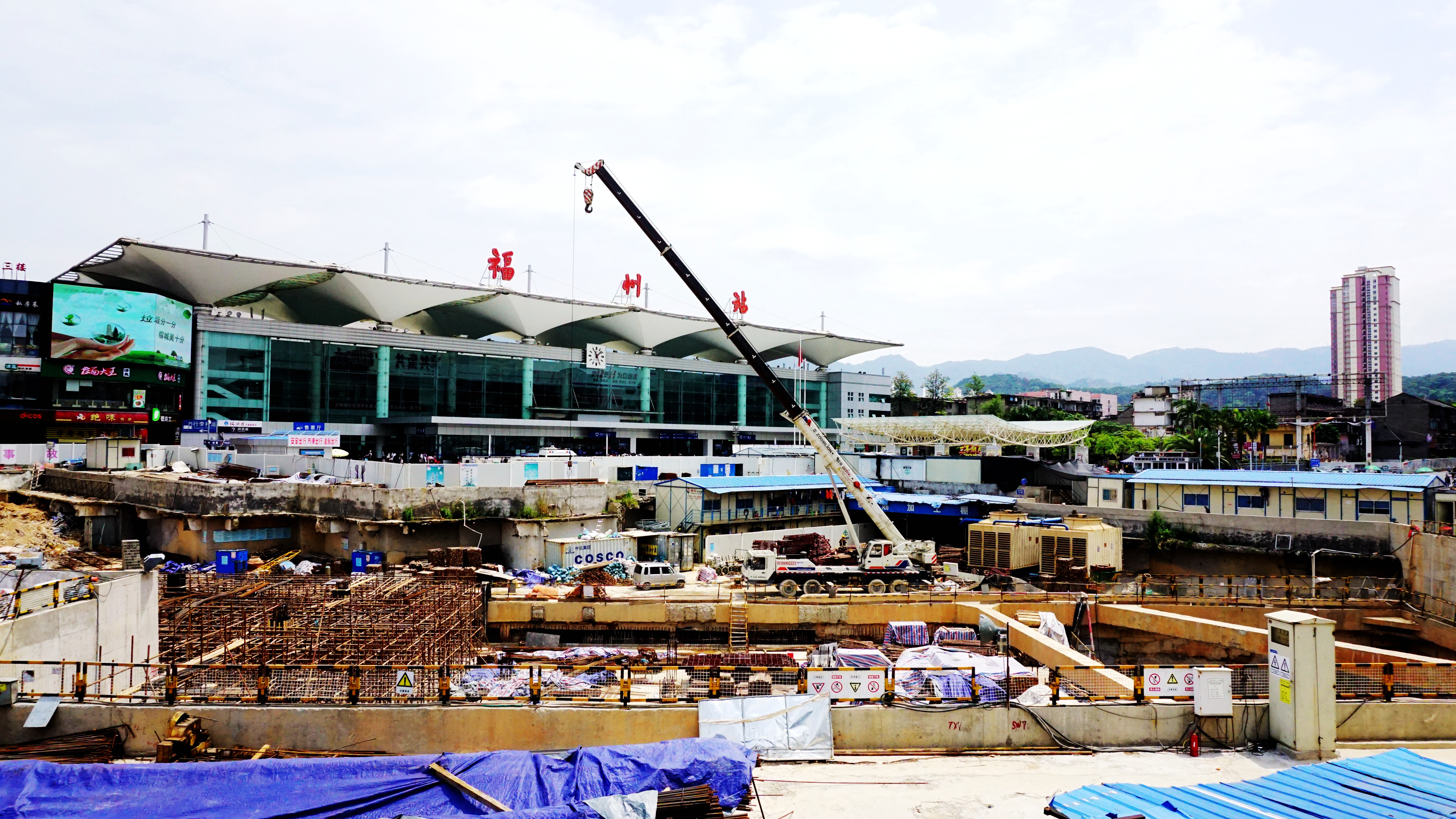
福州火车站站
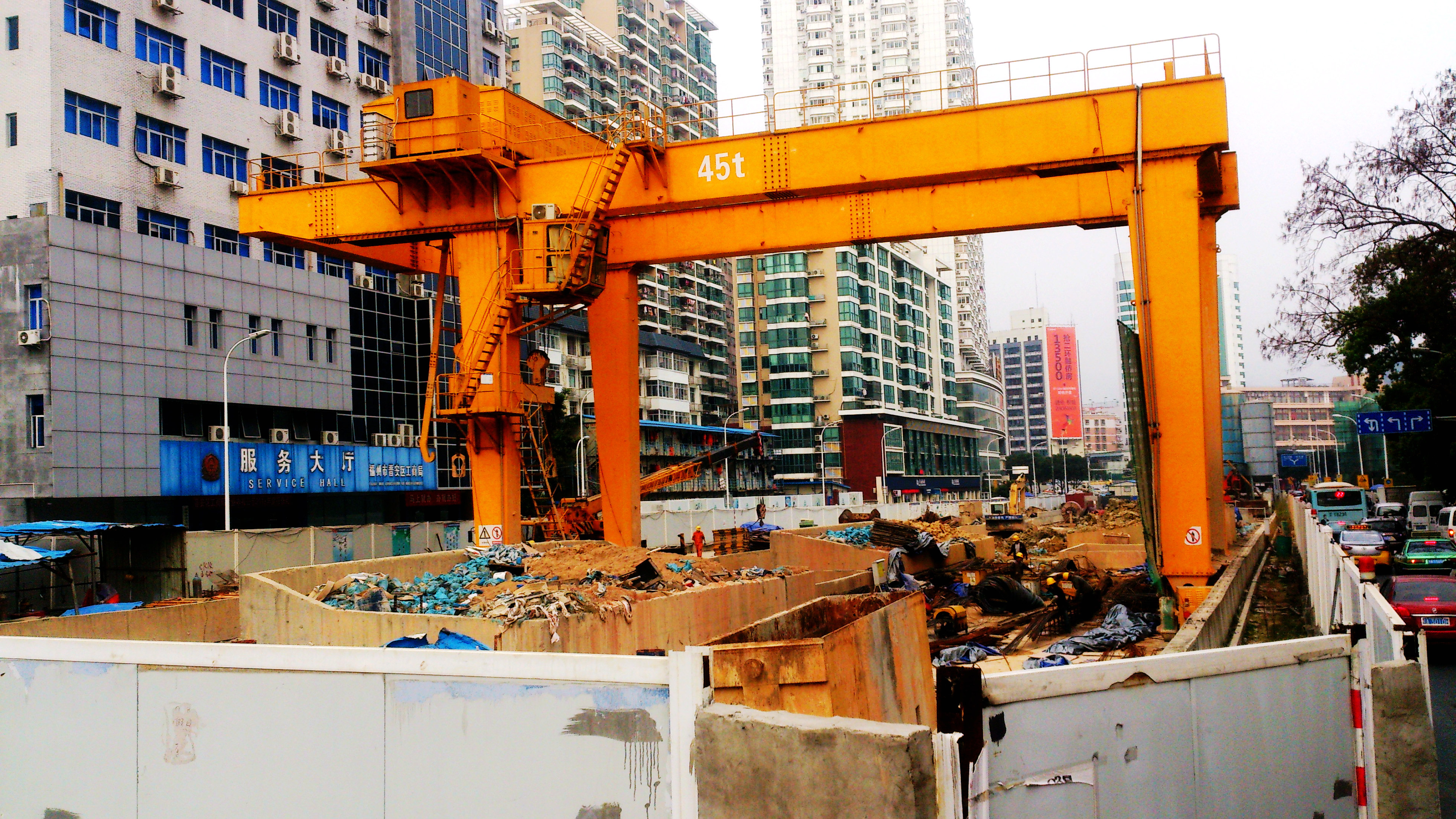
斗门站
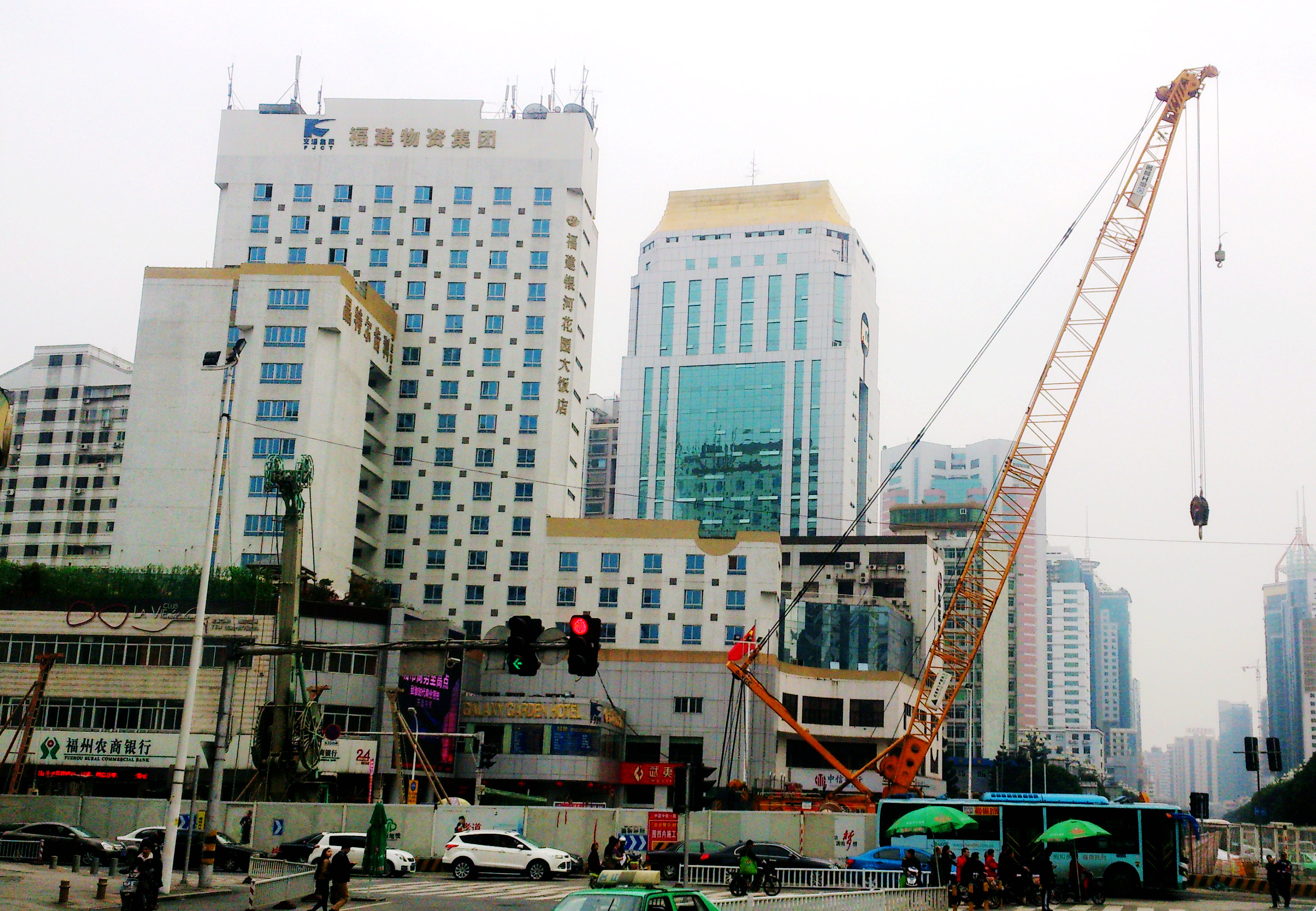
树兜站
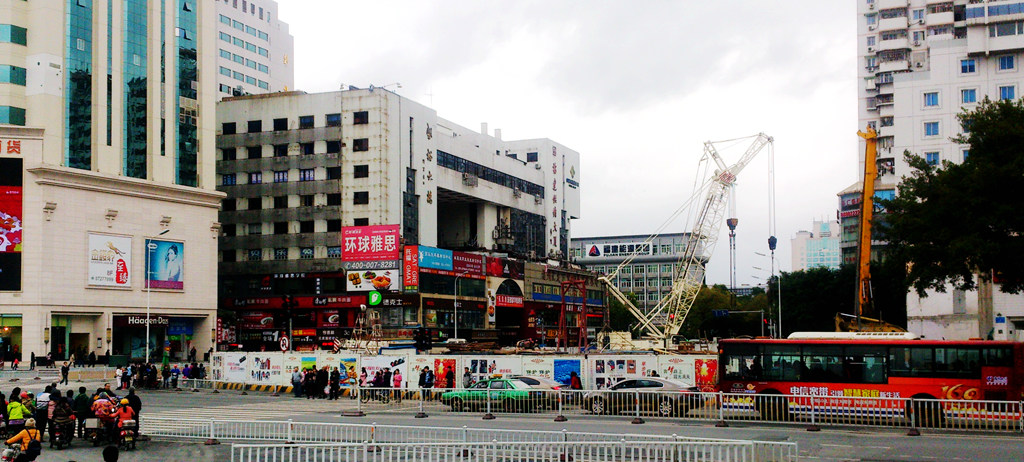
东街口站
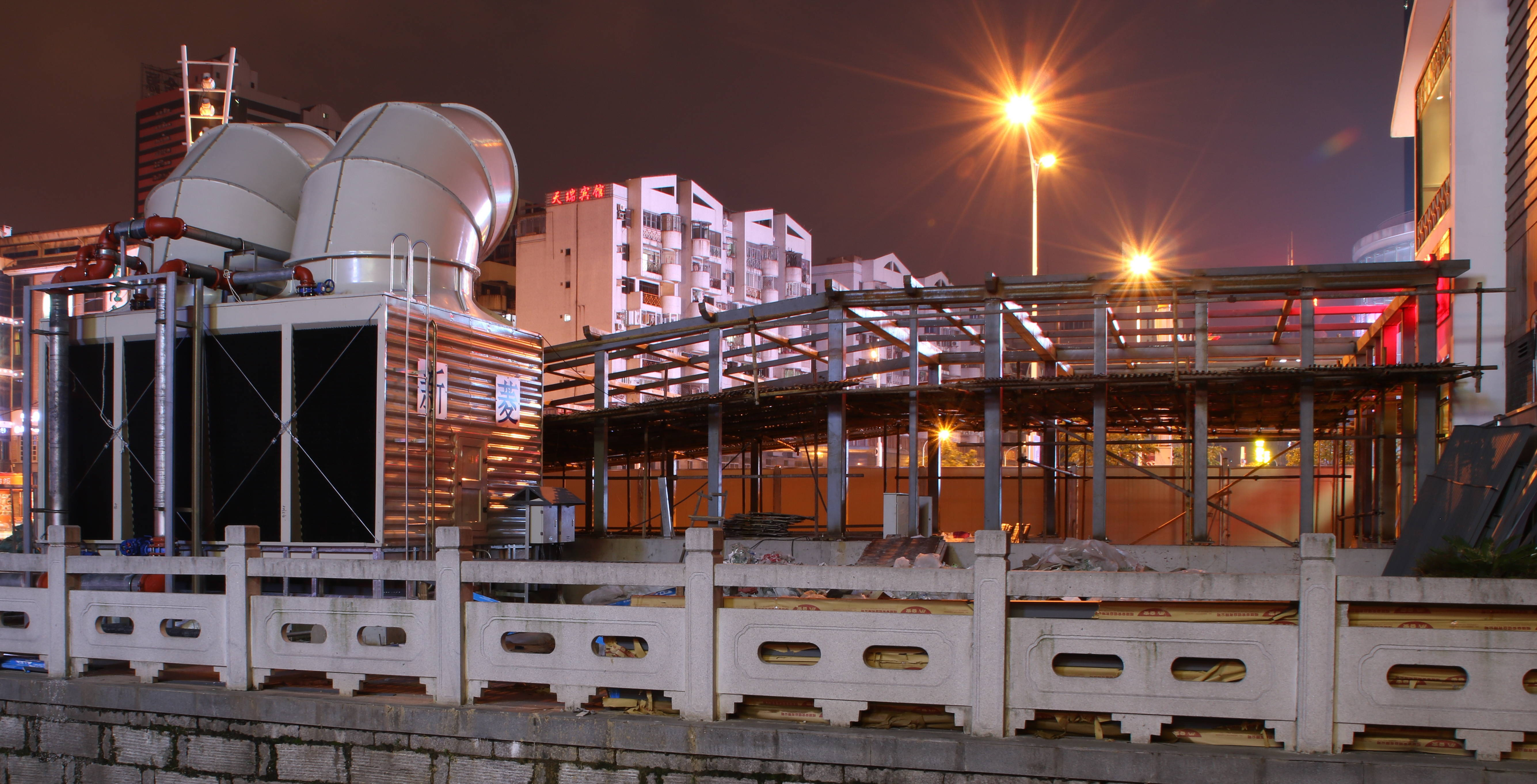
茶亭站
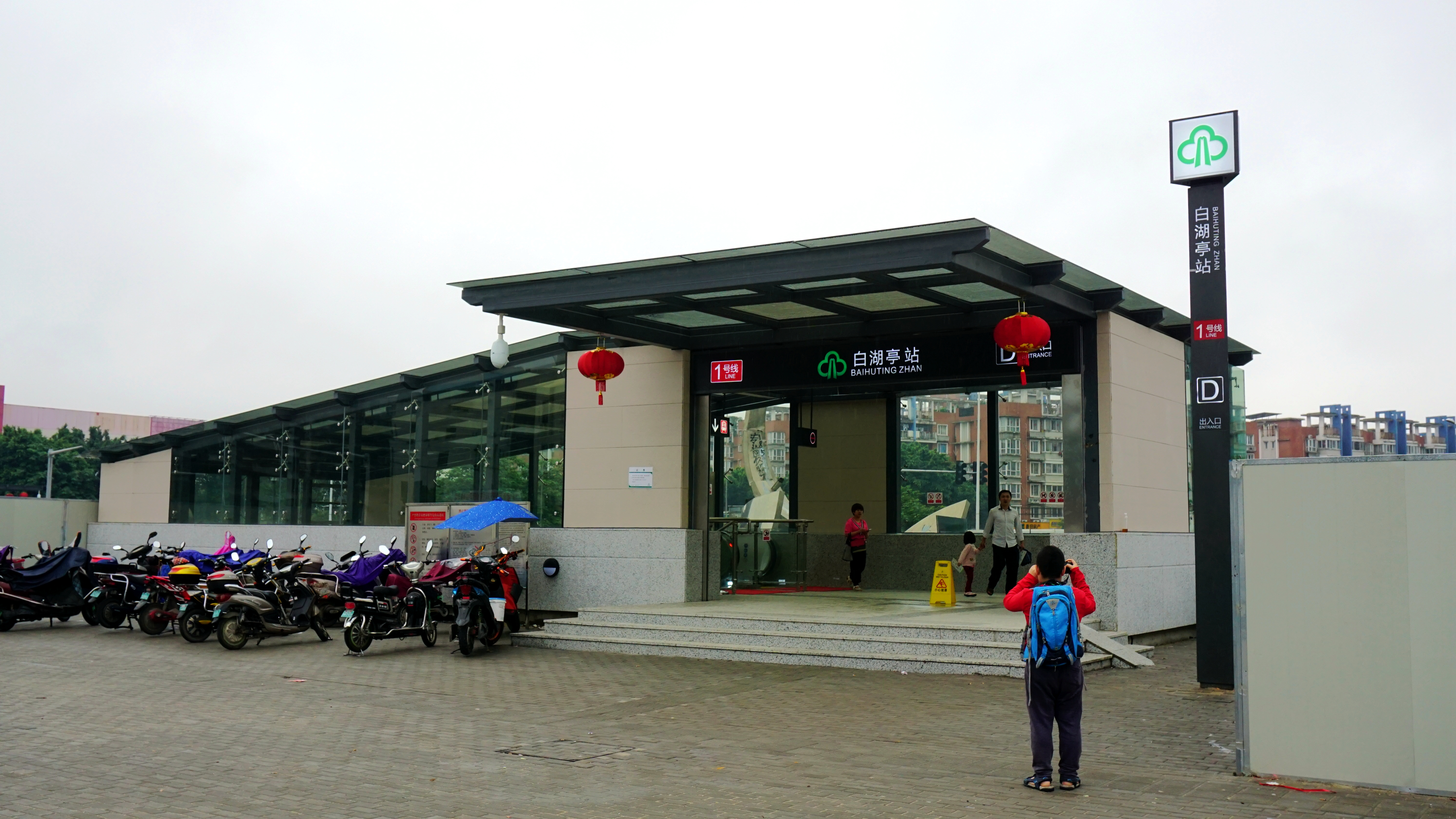
白湖亭站
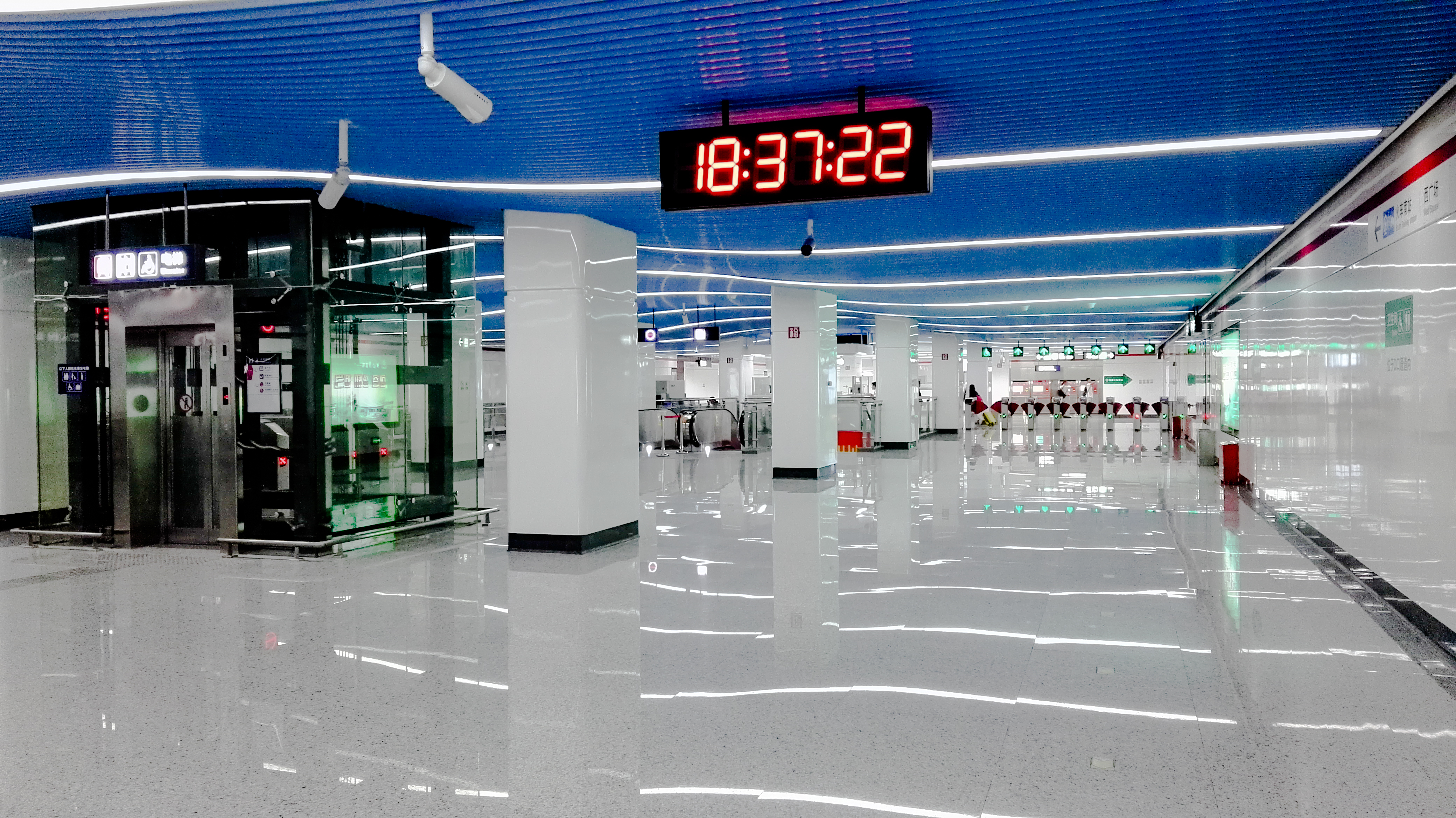
福州火车南站站

## 事件

### 站名翻译的争议
2016年1月，部分消息透露福州地铁将采用汉语拼音翻译，引发关注讨论，有网友认为应将汉语拼音标注更改为英文标注。关于站名翻译标注事宜，福州市城市地铁有限责任公司也多次在福州12345便民呼叫中心网站上进行了回复。据了解，根据《福建省地名管理办法》143号令相关规定，台、站、港、场、公路、铁路、桥梁、隧道等具有地名意义的交通运输设施名称，属于“地名”的范畴，公共场所与公共设施的地名标识应当使用标准地名，而中国地名的罗马字母拼写，按国家公布的《汉语拼音方案》和《中国地名汉语拼音字母拼写规则》执行。地铁公司方面在回复中表示，福州地铁各站的站名标识经福州市民政局地名办指导修改，并批准同意轨道交通工程各站点标识的站名翻译标注统一采用汉语拼音，并通过了专家的评审。5月13日，福州地铁开放1号线南段试乘，译名再度引起热议，相关记者前日就此事再次采访了福州市城市地铁有限责任公司，该公司再次表示，地铁站名的拼音标注，是按照国家地名管理有关规定设置的。
针对这场因为拼音标注引起的争议，有网友建议，虽然地铁公司的说法让人“无法驳斥”，但部分工作可以做得更好，比如“Fuzhouhuochenanzhan”是需要断字的拼音，究竟是“che nan”还是“chen an”，连串字母标注容易引发误解，应考虑留下间隔。针对国内地铁站名标注出现的汉语拼音标注和“英文+汉语拼音”标注两种形式，有网友希望国家相关部门能出台标准，统一标注方式，避免引发争议。
2016年5月17日，地铁公司对乘客集中反映的一些问题立即着手调整，计划将原来的汉语拼音标注调整为更符合使用习惯的英文标注；5月21日，福州地铁相关工作人员解释称：“现在市民的英文水平已大幅度提高，考虑到市民此前建议，现已陆续在更换路面及地铁车厢内的相应标志”